# Artyom Mitasov
Artyom Aleksandrovich Mitasov (tiếng Nga: Артём Александрович Митасов; sinh ngày 12 tháng 3 năm 1990) là một cầu thủ bóng đá người Nga. Anh thi đấu cho FC Avangard Kursk.